# Märrtjärnet (Arvika socken, Värmland)
Märrtjärnet är en sjö i Arvika kommun i Värmland och ingår i Göta älvs huvudavrinningsområde.